# 52387 Huitzilopochtli
52387 Huitzilopochtli este o planetă minoră (asteroid), cu un diametru de 0,89 km, din Asteroid Amor. A fost descoperită pe 20 iulie 1993 la Observatorul La Silla de Eric Walter Elst. 
Obiectul prezintă o orbită caracterizată de o semiaxă mare de 1,2820677819901 UAi, o excentricitate de 0,19, o înclinație de 24,2 ° în raport cu ecliptica.